# Frederic A. Gibbs
Frederic Andrews Gibbs (1903–1992) là một nhà thần kinh học người Mỹ và là người tiên phong trong việc sử dụng điện não đồ (EEG) cho việc chẩn đoán và chữa trị bệnh động kinh.
Gibbs tốt nghiệp ở Đại học Yale và Đại học Johns Hopkins năm 1929. Ông được Stanley Cobb của Trường Y học Harvard (thuộc Đại học Harvard) cấp một học bổng nghiên cứu về bệnh học thần kinh (neuropathology). Ông đã nghiên cứu chứng động kinh ở cùng phòng thí nghiệm như William G. Lennox và Erna Leonhardt.
Erna Leonhardt là bạn cùng làm việc kỹ thuật của Lennox, và đã tới Boston như một người nhập cư từ Đức . Bà kết hôn với Gibbs năm 1930, họ lập một nhóm nghiên cứu và đã xuất bản các bài khảo cứu chung với nhau trên 50 năm.
Máy ghi điện não đồ nguyên thủy ở đầu thập niên 1930 chỉ có một kênh. Năm 1935, Gibbs yêu cầu Albert Grass (một người tốt nghiệp Học viện Công nghệ Massachusetts) làm một máy ghi điện não đồ 3-kênh. Grass đã làm một máy dựa trên nền tảng của cha mình với sự trợ giúp của người anh (em). Cùng năm này, Erna và Frederic Gibbs sang châu Âu để dự một hội nghị và thăm Hans Berger, người sáng chế ra máy ghi điện não đồ .
Năm 1944, hai vợ chồng chuyển tới Trường Y học Đại học Illinois, và Frederic Gibbs được phong hàm giáo sư môn động kinh.
Vợ chồng Gibbs xuất bản quyển "Atlas of electroencephalography" năm 1941, sách được tái bản năm 1951. Sách này đánh giá cách chủ quan theo con mắt kinh nghiệm của một chuyên viên ghi điện não đồ về mặt phân tích cơ học hoặc toán học.
Frederic Gibbs được thưởng giải nghiên cứu Y học lâm sàng Lasker-DeBakey năm 1951 (chung với William Lennox).
Erna Gibbs từ trần năm 1987.